# Адрар (плато)
Плато Адра́р — плато в пустелі Сахара в північній частині Мавританії. Адрар поряд з плато Таган та Асаба, складають природно-географічну зону Мавританії, які місцеві мешканці називають Траб-ель-Хаджрі («Країна каменю»). Максимальна висота, гора Дхар — 830 м.
Територія плато повільно заселялася в неолітичну добу. Пізніша аридизація сприяла збереженню предметів культурної спадщини, найбільш відомими з яких є кілька кромлехи та стародавнє місто Азуга.
Плато відоме своїми каньйонами і рухомими піщаними дюнами, є місцем проживання нечисленного населення, сконцентрованого в місті Атар. Розташовані в тутешній місцевості ксари XI-XII ст. — Уадан і Шингетті об'єкти культурної спадщини ЮНЕСКО
. В області Адрар розташовані 27 оаз загальною площею 2,2 тис. га, що становить 22% від загальної площі оаз Мавританії .